# Paul Palén
Paul Palén (Garpenberg, 4 aprile 1881 – Stoccolma, 12 ottobre 1944) è stato un tiratore a segno svedese.

## Palmarès

### Olimpiadi
- 2 medaglie:
  - 1 oro (Stoccolma 1912 nella pistola militare a squadre)
  - 1 argento (Stoccolma 1912 nella pistola militare individuale)